# Alexandru Mățel
Alexandru Mățel (Constanţa, 17. kolovoza 1989.) bivši je rumunjski nogometaš koji je igrao na poziciji desnog beka.
Profesionalnu karijeru je započeo u 2005. godini u Farul Constanți, klub iz rodnog grada. U 2010. godini je prešao u Astra Giurgiu, gdje je osvojio svoje prve dvije nagrade i debitirao u Europskoj ligi. U siječnju 2015. godine je potpisao ugovor na četiri i pol godine sa zagrebačkim Dinamom. "Jako sam sretan što dolazim u Dinamo o kojem znam puno i sve što sam čuo su bile samo riječi hvale. Nakon nekoliko godina u Astri osjetio sam kako je vrijeme za iskorak i kada sam saznao za interes Dinama nisam uopće dvojio i odmah sam rekao: želim u Zagreb. Dinamo je veliki klub, stalno osvaja trofeje i svake godine igra europska natjecanja i nadam se da ću pomoći svom novom klubu u ostvarivanju što boljih rezultata", rekao je Mățel za klupsku stranicu. Za Dinamo je debitirao 7. veljače te iste godine protiv Lokomotive. U veljači 2019. godine je nakon pet sezona napustio Dinamo Zagreb za njemački Hermannstadt. Nakon pola godine je se Rumunjac vratio u domovinu, gdje je potpisao za Universitatea Craiova.
Za rumunjsku nogometnu reprezentaciju je debitirao protiv Luksemburga u 2011. godini i odigrao je preko 15 utakmica za domovinu. Rumunjski nogometni izbornik objavio je u svibnju 2016. popis za nastup na Europskom prvenstvu u Francuskoj, među kojim je i Mățel bio.